# Rafalus karskii
Rafalus karskii là một loài nhện trong họ Salticidae.
Loài này thuộc chi Rafalus. Rafalus karskii được Jerzy Prószyński miêu tả năm 1999.